# Lejberget
Lejberget este o arie protejată (arie specială de conservare — SAC, sit de importanță comunitară — SCI) din Suedia întinsă pe o suprafață de 622,5 ha, integral pe uscat.

## Localizare
Centrul sitului Lejberget este situat la coordonatele 60°13′51″N 14°19′10″E / 60.2309°N 14.3194°E.

## Înființare
Situl Lejberget a fost declarat sit de importanță comunitară în aprilie 2004 pentru a proteja un număr necunoscut de specii din flora spontană și fauna sălbatică aflate în arealul zonei. Situl a fost protejat și ca arie specială de conservare în martie 2011.

## Biodiversitate
Situată în ecoregiunea boreală, aria protejată conține 5 habitate naturale: Lacuri și iazuri distrofice naturale, Mlaștini turboase de tranziție și turbării mișcătoare, Taiga vestică, Turbării Aapa, Mlaștini împădurite.
La baza desemnării sitului se află un număr nedeclarat de specii protejate.